# Blackburneus ohopohoensis
Blackburneus ohopohoensis är en skalbaggsart som beskrevs av S. Endrödi 1991. Blackburneus ohopohoensis ingår i släktet Blackburneus och familjen Aphodiidae. Inga underarter finns listade.